# 料理漫畫
料理漫畫或稱美食漫畫，是以菜肴、廚師、食材等與烹飪有關的事物為創作題材的漫畫。
「料理」在中文本指「處理」、「辦理」，用來指「烹飪」或「菜肴」，是日語用法，但隨日本文化在中華文化圈的流行，料理用來指食物的用法漸被華人所熟悉。
食為人類生活的根本課題，所以圍繞在食物與料理的社會問題、環境問題、文化有關的題材都很容易被漫畫家拿來發揮。料理漫畫常常不只以做菜為主，以料理來解決事件，料理為主題的競賽也常常是料理漫畫中不可少的內容。
為了讓讀者容易產生認同感，在少年雜誌中連載的多為中小學生，在青年誌中連載的多為10到20歲間的新手料理人，會隨著鎖定的讀者年齡層而有不同的主角年齡設定，但是大多數都有些相同的特色，像是擁有料理天賦不用投入太多努力就能做出與高手相同水準或是凌駕其上的料理。但在現實社會中，擁有與老手一般過人手藝與料理知識的國高中生存在的可能性非常小。另外典型料理漫畫中都會有與主角匹配的對手、反派、前輩與同伴這些類型的角色。

## 類型
以作品中料理的寫實度來區分、則可分類如下：
純虛構
這類的作品，常以誇張的表達方式，表達出現實世界中完全不可能存在的食物。如《中華一番》、《美食的俘虜》、《迷宮飯》。
擬真
這類的作品，雖未附上任何食譜，但有可能根據漫畫中合理的劇情，去實作出真的料理。如《將太的壽司》、《妙手小廚師》。
實際取材
這類的作品，通常是有真實的食物或食譜，作者再編撰出相符其作品的劇情。可能會詳列製作過程，也通常會附上食譜。如《妙廚老爹》、《食戟之灵》。
以料理為題材的其他類型作品
故事中有料理元素，但實為其它類型的作品如《美食偵探王》。

## 常見題材
- 美食評鑑
- 料理比賽
- 食材發掘、烹飪技巧
- 餐廳經營、客訴處理